# Pfaffenhausen
Pfaffenhausen là một đô thị ở huyện Unterallgäu bang Bayern, Đức.